# Лерберг, Аарон Христиан
Аарон Христиан Лерберг нем. August Christian Lehrberg (1770—1813) — российский историк.

## Биография
Родился в Дерпте 7 (18) августа 1770 года в семье золотых дел мастера. Лютеранин. Учился в главной Дерптской школе, директор которой профессор теологии Лоренц Эверс, обратив внимание на способного мальчика, оказал ему своё покровительство. В 1790 (или 1788) году для довершения образования на средства, собранные по подписке, отправился в Йенский университет, затем в течение года учился в Гёттингенском университете — изучал преимущественно теологию и историю. Затем побывал во Франции и полгода слушал лучших профессоров в Англии, откуда в 1794 году вернулся в Дерпт, а затем переехал в Петербург — был воспитателем в семье фон Бокка. В 1796 году стал хлопотать об учреждении в Дерпте университета. В 1799 году окончательно возвратился в Дерпт и бо́льшую часть своей жизни посвятил педагогической деятельности.
В 1807 году за своё сочинение «Ueber die geographische Lage der alten Chasarischen Festung Surkel», определявшее точно и достоверно местожительство древних хазар, был избран адъюнктом Императорской академии наук, затем экстраординарным академиком (07.02.1810).
Последние годы своей жизни страдал от тяжёлой подагры, которая постепенно отнимала у него руки и ноги и в конечном итоге привела к его смерти — 24 июля (5 августа) 1813 года в Санкт-Петербурге.
Работая над изучением русской истории, преимущественно древней географии и древнерусской генеалогии, Лерберг написал немало статей, которые стали широко известны только спустя несколько лет после его смерти; впервые его исследования были изданы академиком Ф. И. Кругом в 1816 году на немецком языке, а перевод их, сделанный Д. Языковым — в 1819 году: Исследования, служащие к объяснению древней русской истории, А. Х. Лерберга / Изданы на немецком языке, по определению Императорской С. Петербургской Академии наук, Ф. Кругом; Перевёл Д. Языков. — Санкт-Петербург: В типографии Департамента народного просвещения, 1819. — [2], LI, [1], 397, [1] с.